# Glyphocrangon assimilis
Glyphocrangon assimilis is een garnalensoort uit de familie van de Glyphocrangonidae. De wetenschappelijke naam van de soort is voor het eerst geldig gepubliceerd in 1918 door De Man.